# Ла Палома-Лост Крик (Тексас)
Ла Палома-Лост Крик (енгл. La Paloma-Lost Creek) насељено је место без административног статуса у америчкој савезној држави Тексас.

## Демографија
По попису из 2010. године број становника је 408, што је 85 (26,3%) становника више него 2000. године.
| Група             | 2000.       | 2010.       |
| Белци             | 69 (21,4%)  | 105 (25,7%) |
| Афроамериканци    | 13 (4,0%)   | 0 (0,0%)    |
| Азијати           | 1 (0,3%)    | 1 (0,2%)    |
| Хиспаноамериканци | 240 (74,3%) | 301 (73,8%) |
| Укупно            | 323         | 408         |